# Genitallica
Genitallica este o formație mexicană de ska, rock, hip-hop, funk și reggae. Membrii formației sunt: 
- Benito Martínez de la Garza (Beno)
- Antulio Espinosa González (Antulio)
- Andrés Saenz Cantú (Andrés)
- Gerardo Olivares Saro (Gallo)

## Discografie
Formația a lansat 4 albume:
- Picas o platicas? - 2000
- Sin vaselina - 2002
- Consexcuencias - 2005
- Sean Todos BienVenidos - 2011